# Chaguaramas-avtalet
Chaguaramas-avtalet är ett avtal som skrevs inom Karibiska gemenskapen (CARICOM) då Jamaica och Trinidad och Tobago blev självständiga och kunde gå med i CARICOM.